# A Light for Attracting Attention
A Light for Attracting Attention é o álbum de estreia da banda de rock inglesa The Smile. Foi lançado digitalmente pela XL Recordings em 13 de maio de 2022, com lançamento físico em 17 de junho.
O The Smile é composto pelos dois membros do Radiohead, Thom Yorke, Jonny Greenwood e o baterista Tom Skinner. Yorke canta, e ele e Greenwood tocaram guitarra, baixo e teclado. O álbum foi produzido pelo produtor de longa data do Radiohead, Nigel Godrich, e gravado em Londres. A arte, inspirada em mapas antigos, foi criada por Yorke com outro colaborador de longa data da banda, Stanley Donwood.
O The Smile trabalhou durante os bloqueios devido à COVID-19 e fez sua estreia surpresa em uma apresentação transmitida pelo Festival de Glastonbury em maio de 2021. No início de 2022, eles lançaram cinco singles e se apresentaram para um público pela primeira vez em três shows em Londres em janeiro, que foram transmitidos ao vivo. Eles começaram uma turnê internacional em maio. Seis singles foram lançados do álbum.
A Light for Attracting Attention foi aclamado e alcançou a quinta posição na parada de álbuns do Reino Unido. Foi indicado para Gravação do Ano no Libera Awards de 2023. E foi seguido por dois EPs ao vivo.

## Antecedentes e gravação
O The Smile é composto pelos dois membros do Radiohead Thom Yorke, Jonny Greenwood e além do ex-baterista do Sons of Kemet, Tom Skinner. Eles fizeram sua estreia em uma apresentação surpresa para o vídeo do show Live at Worthy Farm, produzido pelo Glastonbury Festival e transmitido em 22 de maio de 2021.
O The Smile começou a trabalhar em A Light for Attracting Attention pouco antes dos primeiros bloqueios devido do COVID-19 no Reino Unido, com o produtor de longa data da banda, Nigel Godrich. Segundo Yorke, Greenwood e Skinner “já tinham rastreado cerca de quatro coisas antes mesmo de eu saber o que estava acontecendo”. O álbum foi gravado em Londres no Wack Formula e no Air Edel Studios.
Yorke escreveu a letra em sua casa durante os bloqueios. Ele gravou seus vocais no estúdio de Godrich em sua casa usando um software de streaming, antes de seus filhos voltarem da escola todos os dias. De acordo com Yorke, "ficou meio prolongado... Foi profundamente frustrante, mas foi a mesma coisa para todos." De acordo com Greenwood, o álbum estava quase completo em setembro de 2021.
Yorke cantou uma música do The Smile, "Free in the Knowledge", no evento Letters Live no Royal Albert Hall, em Londres, em outubro de 2021. Em janeiro de 2022, o The Smile se apresentou para um público pela primeira vez em três shows no Magazine, em Londres, que foram transmitidos ao vivo. Yorke tocou pela primeira vez "Skrting on the Surface" em 2009, e em um arranjo diferente em 2012 com Radiohead. Ele tocou pela primeira vez "Open the Floodgates" solo em 2009.

## Música e as letras
A Light for Attracting Attention incorpora elementos de pós-punk, pós-rock, jazz, rock progressivo, math rock, afrobeat e música eletrônica.  No The Guardian, Alexis Petridis comparou-o ao Radiohead, com música eletrônica "estranha", baladas de piano e rock semelhantes. As letras de Yorke expressam desgosto, paranóia e preocupação com o meio ambiente.

## Artwork
A arte da capa foi criada por Yorke com o colaborador de longa data do Radiohead, Stanley Donwood. Foi inspirado em mapas medievais feitos por um pirata árabe e nos primeiros mapas das Ilhas Britânicas que retratavam a localização de nascentes e rios. Ao contrário de suas colaborações anteriores, que normalmente envolviam processamento digital, Yorke e Donwood trabalharam inteiramente na tela, usando tinta guache. A dupla trabalhava no galpão de jardim de Yorke em sua casa em Oxford.

## Lançamento e promoção
O single de estreia do The Smile, "You Will Never Work in Television Again", foi lançado nos serviços de streaming em 5 de janeiro de 2022. Em 27 de janeiro, eles lançaram "The Smoke", seguido por "Skrting on the Surface" em 17 de março. "Pana-vision", foi lançado em 3 de abril, junto com uma nova música solo de Yorke, "That's How Horses Are"; ambos foram usados no final da série de televisão Peaky Blinders, transmitido naquele dia. "Free in the Knowledge" foi lançado em 20 de abril, seguido por "Thin Thing" em 9 de maio. Em março, o The Smile lançou um vinil de 7 polegadas de "You Will Never Work In Television Again" e "The Smoke" por meio de uma loteria em lojas de discos independentes.
O The Smile anunciou A Light for Attracting Attention em 20 de abril de 2022, junto com o single "Free in the Knowledge". Foi lançado digitalmente pela XL Recordings em 13 de maio, com lançamento físico em 17 de junho. O The Smile iniciou uma turnê europeia em maio, seguida por uma turnê norte-americana começando em novembro. Eles foram apoiados pelo saxofonista Robert Stillman, que também se juntou a eles em algumas canções. A turnê incluiu apresentações no The Tonight Show, NPR 's Tiny Desk Concerts e KEXP.
Em novembro, o The Smile lançou uma edição especial do álbum pela Rough Trade. Eles também lançaram um vinil limitado de 10 polegadas com faixas ao vivo e uma leitura do poema de William Blake "The Smile" pelo ator Cillian Murphy, que foi usado como introdução para os shows ao vivo do Smile. Em 14 de dezembro, o Smile lançou um EP somente digital, The Smile (Live at Montreux Jazz Festival, julho de 2022), com músicas de sua apresentação no Montreux Jazz Festival, Suíça. Foi seguido por um EP de vinil de edição limitada, Europe: Live Recordings 2022.

## Recepção
| Críticas profissionais | Críticas profissionais |
| Pontuações agregadas   | Pontuações agregadas   |
| Fonte                  | Avaliação              |
| ---------------------- | ---------------------- |
| AnyDecentMusic?        | 8.3/10                 |
| Metacritic             | 86/100                 |
| Avaliações da crítica  |                        |
| Fonte                  | Avaliação              |
| AllMusic               | [ 29 ]                 |
| Clash                  | 9/10                   |
| DIY                    | [ 31 ]                 |
| Exclaim!               | 8/10                   |
| The Guardian           | [ 33 ]                 |
| The Irish Times        | [ 34 ]                 |
| NME                    | [ 35 ]                 |
| Paste                  | 8.3/10                 |
| Pitchfork              | 8.6/10                 |
| Rolling Stone          | [ 38 ]                 |

No Metacritic, A Light for Attracting Attention tem uma pontuação de 86 em 100 com base em 24 avaliações de críticos, indicando "aclamação universal". A Pitchfork concedeu-lhe o prémio de "melhor música nova", com o crítico Ryan Dombal a escrever que foi "instantaneamente, inconfundivelmente, o melhor álbum de um projeto paralelo do Radiohead". Em junho de 2022, a Spin nomeou A Light for Attracting Attention como o melhor álbum do ano até agora. O crítico Zach Schonfeld escreveu que seus melhores momentos igualaram qualquer trabalho de Yorke e Greenwood desde o álbum In Rainbows de 2007 do Radiohead, e que "quase faz você querer enviar um cartão de condolências aos outros três membros do Radiohead". No The Guardian, Alexis Petridis nomeou-o álbum da semana, escrevendo que "pode não ser muito diferente, mas ainda é excepcional".
A Light for Attracting Attention alcançou inicialmente a posição 19° na parada de álbuns do Reino Unido. Após seu lançamento no varejo um mês depois, alcançou a quinta posição. Uncut nomeou A Light for Attracting Attention como o melhor álbum do ano. A Rough Trade nomeou-a como a melhor do ano na sua classificação nos EUA e a segunda melhor na sua classificação no Reino Unido. No Libera Awards de 2023, foi nomeado para Gravação do Ano.

## Lista de faixas
Todas as músicas compostas por Thom Yorke, Jonny Greenwood, Tom Skinner e Nigel Godrich..
| N.º            | Título                                    | Duração |  |
| 1.             | "The Same"                                | 4:19    |  |
| 2.             | "The Opposite"                            | 3:06    |  |
| 3.             | "You Will Never Work in Television Again" | 2:48    |  |
| 4.             | "Pana-vision"                             | 4:08    |  |
| 5.             | "The Smoke"                               | 3:39    |  |
| 6.             | "Speech Bubbles"                          | 4:16    |  |
| 7.             | "Thin Thing"                              | 4:30    |  |
| 8.             | "Open the Floodgates"                     | 4:29    |  |
| 9.             | "Free in the Knowledge"                   | 4:12    |  |
| 10.            | "A Hairdryer"                             | 5:17    |  |
| 11.            | "Waving a White Flag"                     | 3:47    |  |
| 12.            | "We Don't Know What Tomorrow Brings"      | 3:16    |  |
| 13.            | "Skrting on the Surface"                  | 5:31    |  |
| Duração total: | Duração total:                            | 53:18   |  |

## Produção
Créditos adaptados das notas do encarte do álbum.
 
The Smile
- Thom Yorke – vocal (todas as faixas); sintetizador (faixas 1, 2, 9 até 12); piano (faixas 1, 4 e 8); guitarra (faixas 1, 3, 6, 10 e 12); baixo (faixas 5, 7, e 13); codificador de vocábulos (faixa 7); sequenciador (faixa 8); violão acústico (faixa 9)
- Jonny Greenwood – sintetizador (tracks 1 and 11); guitarra (faixas 1 até 3, 5, 7, 8 e 13); piano (tracks 1, 6, 9); baixo (faixas 2 até 4, 9, 10, 12 e 13); teclados (faixa 6); violão acústico (faixa 11); harpa (faixa 6)
- Tom Skinner – bateria (faixas 2 até 7 e 9 até 13); percussão (faixas 2 e 6)

Produção
- Nigel Godrich
- Bob Ludwig – masterização

Artwork
- Thom Yorke
- Stanley Donwood

Músicos adicionais
- London Contemporary Orchestra
  - Hugh Brunt – orquestração
  - Eloisa-Fleur Thom – violino
  - Alessandro Ruisi – violino
  - Zara Benyounes – violino
  - Sophie Mather – violino
  - Agata Daraskaite – violino
  - Charlotte Bonneton – violino
  - Zoe Matthews – viola
  - Clifton Harrison – viola
  - Oliver Coates – violoncelo
  - Max Ruisi – violoncelo
  - Clare O’Connell – violoncelo
- Jason Yarde – saxofone
- Robert Stillman – saxofone
- Chelsea Carmichael – flauta
- Nathaniel Cross – trombone
- Byron Wallen – trombeta
- Theon Cross – tuba
- Tom Herbert – contrabaixo
- Dave Brown – contrabaixo